# Commandement général de Königsberg

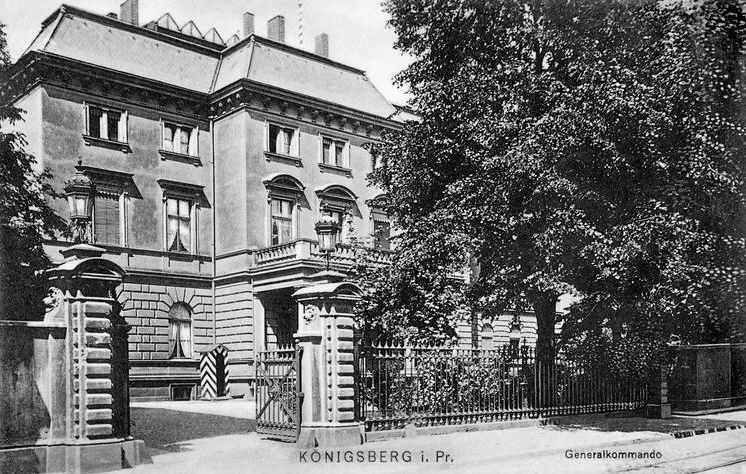
Commandement général de Königsberg.

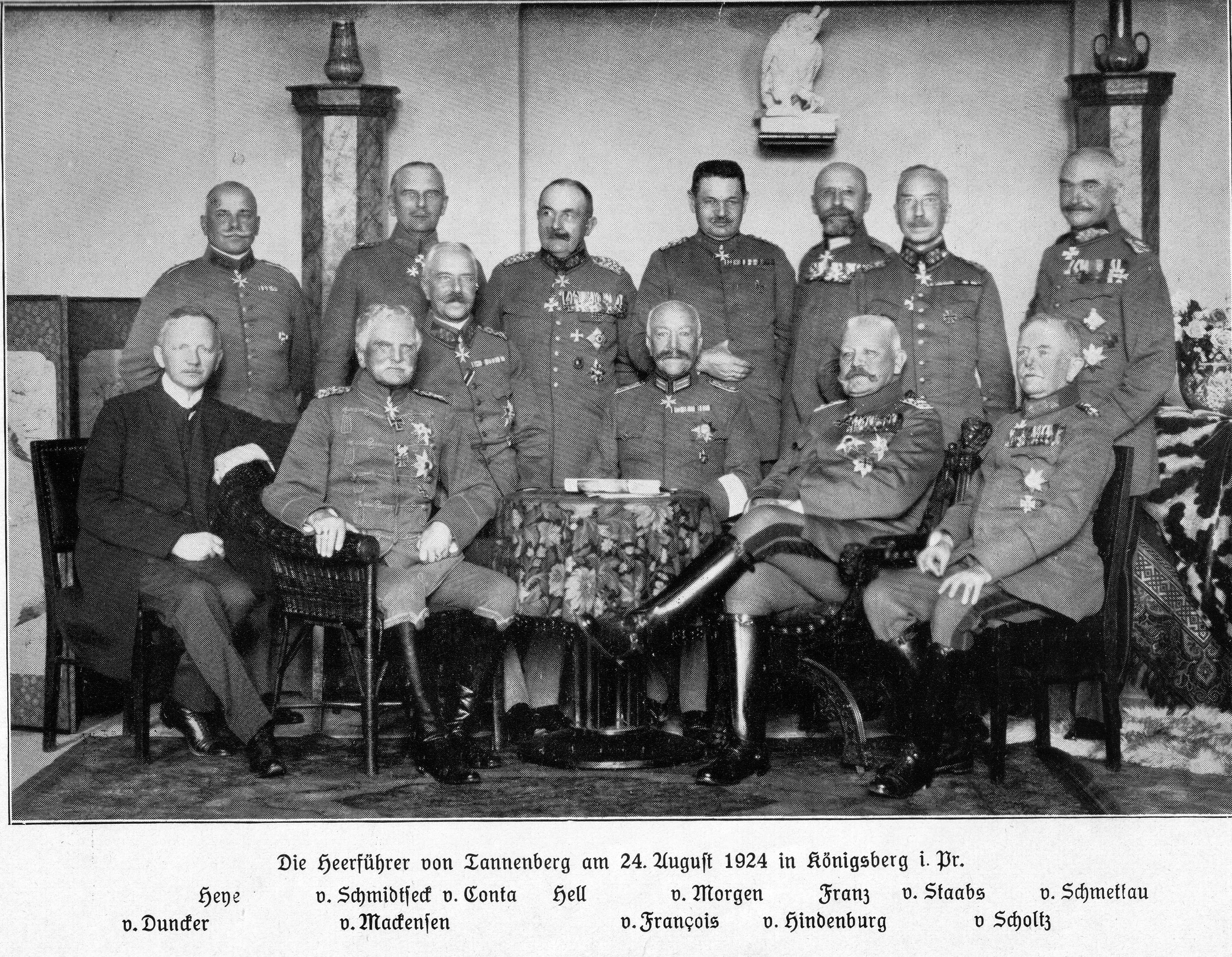
Journées d'Hindenburg en 1924.

Le Commandement général de Königsberg est le siège du 1er corps d'armée de l'armée prussienne à Königsberg.
Le bâtiment se trouvait sur le Vorderroßgarten (entre le Roßgärter Markt et le Hinterroßgarten). Le grand jardin s'étendait jusqu'à l'étang du château de Königsberg. Jusqu'en 1796, le palais de la noblesse était la « cour des muses des Keyserling ».
Le roi Frédéric-Guillaume III l'achète en 1809 pour en faire le palais du prince héritier. Dès 1814, il devient le siège du commandement général et, en 1830, le logement de fonction du général commandant.
Lors des journées Hindenburg du 28 août 1924, tous les chefs militaires de la bataille de Tannenberg (à l'exception d'Erich Ludendorff) se sont réunis dans le jardin du commandement général.